# Anser (Stern)
Anser, Bayer-Bezeichnung Alpha Vulpeculae (α Vul) ist ein Roter Riese der Spektralklasse M0 und der hellste Stern im Sternbild Vulpecula. Dieser Name wurde am 30. Juni 2017 von der IAU offiziell bestätigt. Ein weiterer Name lautet Lukida Anseris. Der laut dem dritten Release der Raumsonde Gaia rund 290 Lichtjahre entfernte Stern hat eine scheinbare Helligkeit von 4,4 Magnituden. Damit erscheint er dem bloßen Auge nur als schwacher Lichtpunkt.
Der Riesenstern besitzt im Vergleich zur Sonne eine kühlere Oberflächentemperatur von circa 3700 Kelvin und gemäß einer 2017 erstellten wissenschaftlichen Studie etwa 0,97 Sonnenmassen, während der Astronom Jim Kaler die Masse von Anser zu etwa 1,5 Sonnenmassen angibt. Nach der bereits zitierten Studie weist der Stern ungefähr den 43-fachen Sonnendurchmesser auf und ist damit etwas größer als die mittlere Entfernung des Merkurs von der Sonne. Seine Leuchtkraft wird auf etwa 416 Sonnenleuchtkräfte geschätzt.
Nach dem Stern ist der Berg Anseris Mons auf dem Mars benannt.